# 安德拉泰
安德拉泰（意大利语：Andrate），是意大利皮埃蒙特大区都灵省的一个市镇。人口521(2010年12月31日)。Andrate 与以下市镇相邻: Settimo Vittone、Donato、Nomaglio、Borgofranco d'Ivrea、Chiaverano。